# 康桥镇 (上海市)
康桥镇是中国上海市浦东新区下辖的一个镇。面积41.25平方公里。根据第六次全国人口普查结果，户籍人口58,652人，常住人口174,672人。

## 历史
1961年，南汇县将周浦人民公社西部的部分生产队划出，建立周西人民公社。1992年5月8日，南汇县成立康桥工业区，范围为周西乡的康桥、和合、花墙、秀南、三角5个村以及横沔乡的沿北、汤巷、人西、高西、沔青5个村。1994年8月24日，南汇县瓦屑、盐仓、祝桥、六灶、周西、航头、泥城、横沔等8个乡撤乡建镇，其中周西乡更名为康桥镇。2000年7月11日与横沔镇合并

## 行政区划
康桥镇下辖以下地区：
周康社区、梓潼社区、百曲社区、营房社区、花墙社区、和合社区、横沔社区、汤巷中心社区、康桥半岛社区、秀龙社区、康桥老街社区、康桥花园社区、双秀家园社区、公元三村社区、南华城社区、昱龙社区、美林社区、中邦社区、海尚康庭社区、康桥宝邸社区、康桥月苑社区、城中花园社区、汤巷馨村社区、文怡苑社区、富康社区、锦绣社区、宁怡社区、太平村、沔青村、石门村、火箭村、怡园村、沿南村、人南村、人西村、汤巷村、叠桥村、沿北村和新苗村。

## 中国传统村落
沔青村获评“中国传统村落”。